# Effet de sonde
L’effet de sonde est une altération involontaire du comportement d’un système, causée par une mesure effectuée sur ce dernier. Dans le domaine informatique, et plus précisément en débogage et profilage de code, les temps d’attente insérés par le débogueur peuvent mener à des résultats inattendus et rendre les applications défaillantes. Les tests non-fonctionnels tels que les tests de performance, de charge, de stress etc. peuvent également provoquer des effets de sonde dans le cas où l'application qui effectue ce test consomme elle-même beaucoup de ressources.

## Exemples
En électronique, le fait d’ajouter un multimètre, un oscilloscope ou toute autre sonde, peut rajouter dans le circuit de petites capacités, résistances ou inductances. Bien que les oscilloscopes haut de gamme aient des effets très faibles, dès qu’il s’agit d’intervenir sur des circuits critiques, ces derniers peuvent causer des problèmes imprévus, ou, au contraire, en résoudre, de manière tout aussi inattendue.
En informatique, des erreurs (notamment des interblocages) peuvent disparaitre d’un programme dès lors qu’il est attaché à un débogueur (pourtant conçu pour aider à détecter et pister les erreurs). Cela s’explique par le fait que le code débogué est ralenti, et que les opérations parallèles sont gérées de manière plus sécurisée. Ce type de bogue est familièrement connu sous le nom d’Heisenbug, par analogie avec l’effet d’observateur, en mécanique quantique.

## Sources
1. ↑  Event manipulation for Nondeterministic Shared-Memory Programs / High-Performance Computing and Networking. 9th International Conference, HPCN Europe 2001, Amsterdam, The Netherlands, June 25–27, 2001,